# یوکوسوکا کی-۵وای
یوکوسوکا کی-۵وای (به انگلیسی: Yokosuka_K5Y) یک هواگرد از نوع هواپیمای آموزشی ساخت شرکت Various, see text است. هواگرد یوکوسوکا کی-۵وای نخستین پروازش را در ۱۹۳۳ میلادی انجام داد. این هواگرد در سال ۱۹۳۴ میلادی رسماً معرفی گردید و در سال‌های ۱۹۳۴–۱۹۴۵ تولید شده‌است. در مجموع، تعداد ۵٬۷۷۰ فروند از این هواگرد ساخته شده‌است.